# 벨라루스-우크라이나 관계
벨라루스-우크라이나 관계(벨라루스어: Беларуска-ўкраінскія адносіны, 우크라이나어: Українсько-білоруські відносини)는 벨라루스와 우크라이나 사이의 양국 관계를 말한다. 벨라루스와 우크라이나는 둘 모두 바쿠 이니셔티브와 중앙유럽 이니셔티브에 정회원으로 가입되어 있다.

## 역사

### 1991년 이전
벨라루스와 우크라이나는 모두 키예프 루스(9~13세기), 폴란드-리투아니아 연방(1569~1795), 러시아 제국(1721~1917)의 지배를 받았다. 1918년부터 1939년까지 폴란드 제2공화국은 벨라루스와 우크라이나 일부 지역을 통치했다. 1991년 소련의 붕괴 이전까지 두 국가는 1922년부터 소련의 일부인 벨로루시 소비에트 사회주의 공화국과 우크라이나 소비에트 사회주의 공화국으로서 존재했으며, 1945년 유엔의 창설국으로서 독자적으로 가입했다.
벨라루스인과 우크라이나인은 모두 동슬라브족에 속하여, 러시아인 문화가 약간 섞인 유사한 문화를 가지고 있다.

## 현대
현재 벨라루스와 우크라이나는 891 km 길이의 국경을 보유하고 있다. 1997년 벨라루스의 대통령 알렉산드르 루카셴코와 우크라이나의 대통령 빅토르 유셴코가 국경 결정에 대해 이룬 합의를 2009년 11월 초 벨라루스 의회가 인가하였다.

### 관계 결렬
2020년 8월 반 루카셴코 시위 도중, 우크라이나는 "새 현실"을 가늠하기 위해 대사를 자국으로 다시 불려들였고, 두 나라 간의 상호 관계 개선을 조망하였다. 벨라루스는 바그너 집단의 일부라고 주장한, 구금된 계약자들을 러시아로 송환함으로서 대응하였으며, 우크라이나의 구금된 인물들을 우크라이나로 보내 돈바스 전쟁에 대한 책임을 지게끔 하라는 요구에 공개적으로 반항하였다. 2021년 4월 우크라이나의 최고 라다 의원 예우헤니 셰우첸코와의 만남에서, 루카셴코는 과거 우크라이나 대통령 레오니드 크라우추크가 시위로 인해 민스크를 노르망디 체제의 개최지에서 제해야 한다고 주장한 것을 비판하였다.
2021년 5월 라이언에어 4978편 강제착륙 사건으로 인해, 우크라이나는 벨라루스 국적 항공기가 우크라이나 영공에 진입하는 것을 금지했으며, 벨라루스 고위 공무원에 대한 유럽 연합의 제제에 동참했다. 벨라루스는 우크라이나 상품에 새 무역 장벽을 도입함으로서 대응했다.
2022년 러시아의 우크라이나 침공 당시 러시아군은 벨라루스를 통해서도 우크라이나를 침공하였다.

## 외교 방문
- 우크라이나에서 벨라루스로:
  - 페트로 포로셴코 (2014년 민스크)[9]
  - 페트로 포로셴코 (2015년 민스크)[10]
  - 페트로 포로셴코 (2018년 호멜)[11]
- 벨라루스에서 우크라이나로:
  - 알렉산드르 루카셴코[12][13] (2004년 키이우)
  - 알렉산드르 루카셴코 (2009년 키이우)
  - 알렉산드르 루카셴코 (2017년 키이우)
  - 알렉산드르 루카셴코 (2019년 지토미르)

## 주재 외교 사절단
벨라루스는 키이우에 대사관이 있으며, 우크라이나는 민스크에 대사관이, 브레스트에 영사관이 있다.

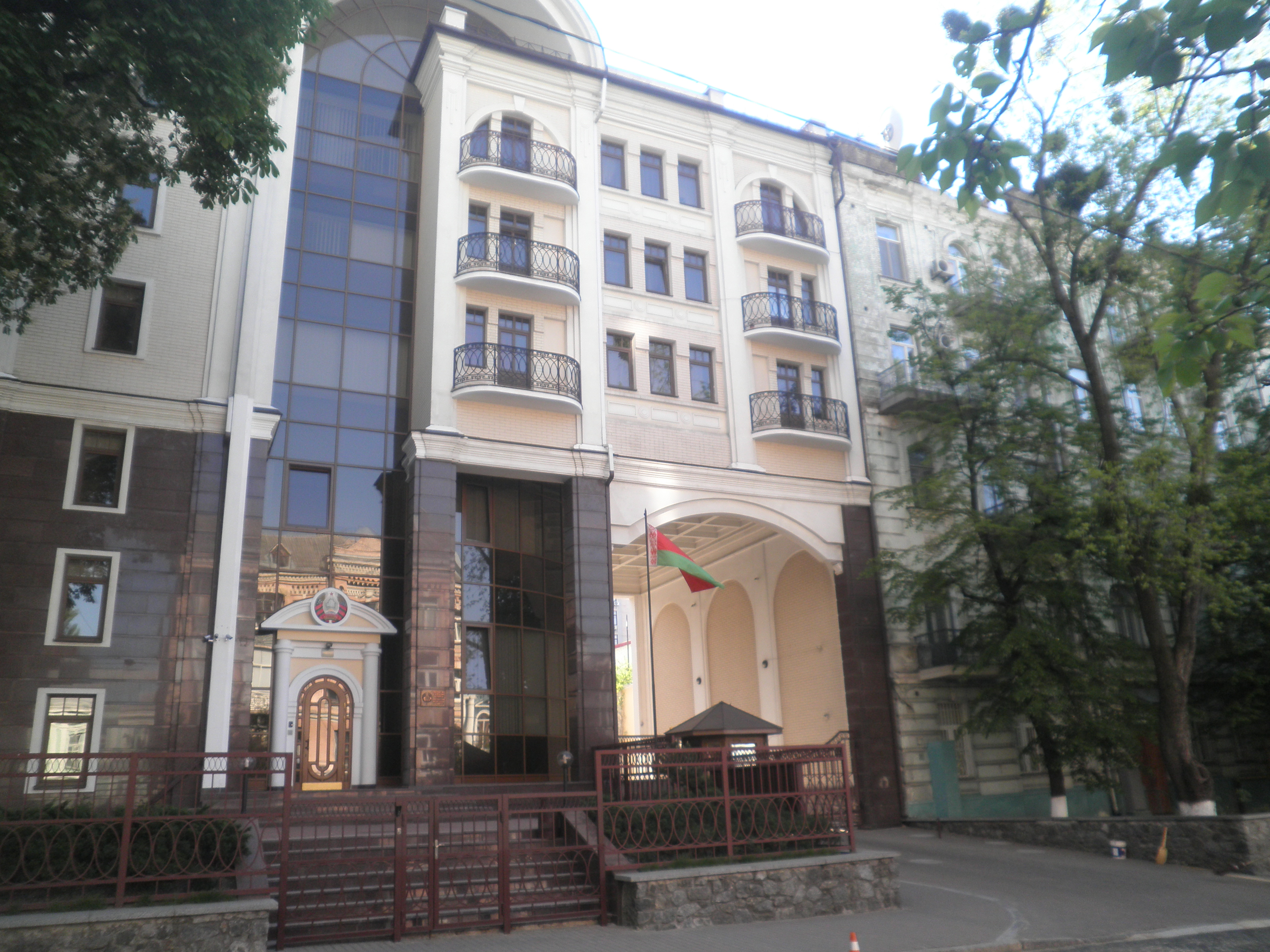
키이우의 벨라루스 대사관.
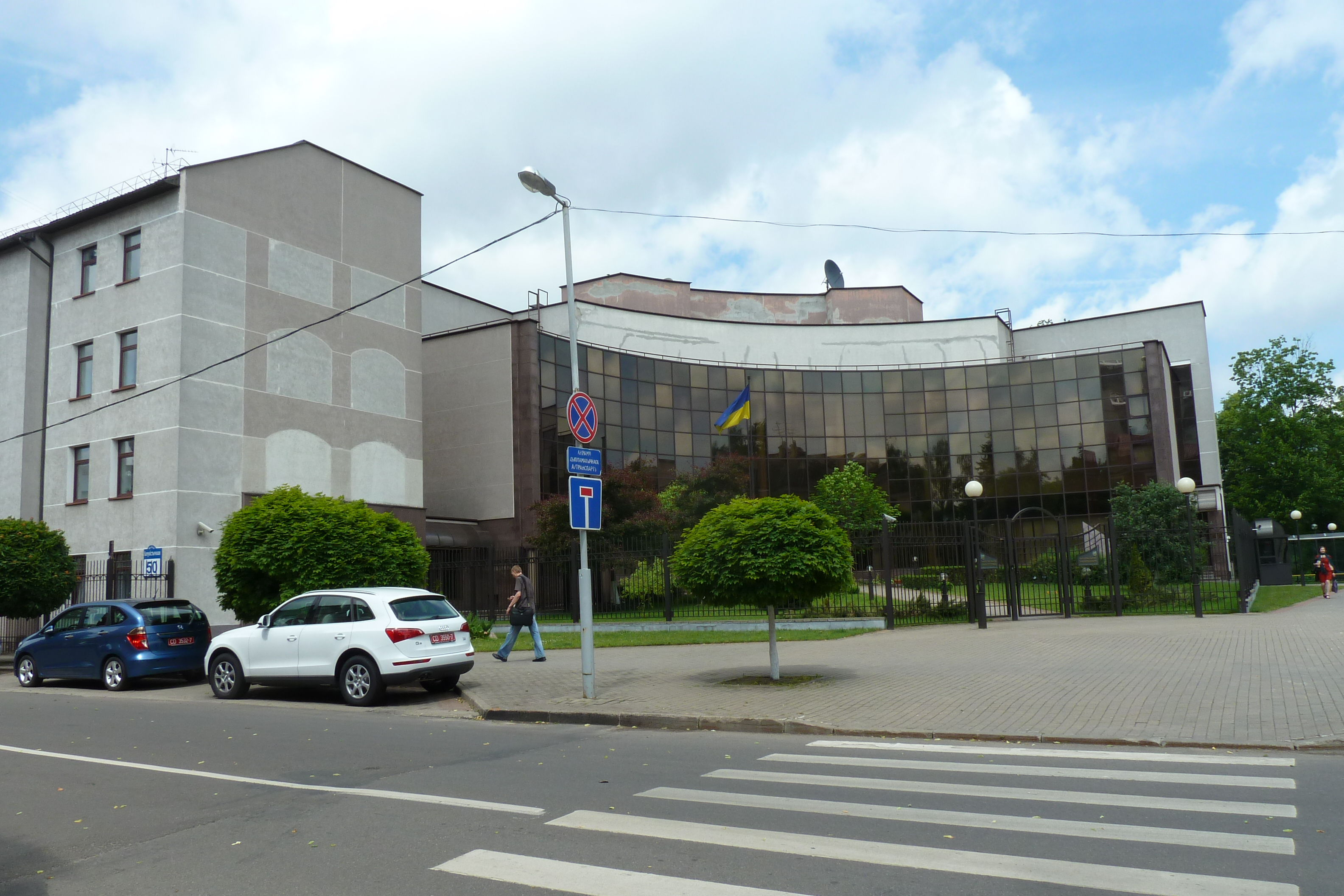
민스크의 우크라이나 대사관.

## 같이 보기
- 벨라루스의 대외 관계
- 우크라이나의 대외 관계